# كريس بريتون
كريس بريتون (بالإنجليزية: Chris Britton)‏ هو لاعب كرة قاعدة أمريكي، ولد في 16 ديسمبر 1982 في هوليوود في الولايات المتحدة.

## وصلات خارجية
- كريس بريتون على موقع دوري كرة القاعدة الرئيسي (الإنجليزية)
- كريس بريتون على موقعبيزبول رفرنس.كوم (الدوري الرئيسي) (الإنجليزية)
- كريس بريتون على موقعبيزبول رفرنس.كوم (الدوري الثانوي) (الإنجليزية)
- كريس بريتون على موقع إي إس بي إن.كوم (أم.أل.بي) (الإنجليزية)
- كريس بريتون على موقع مشجعي الرسوم البيانية (الإنجليزية)